# Àcid teïcoic

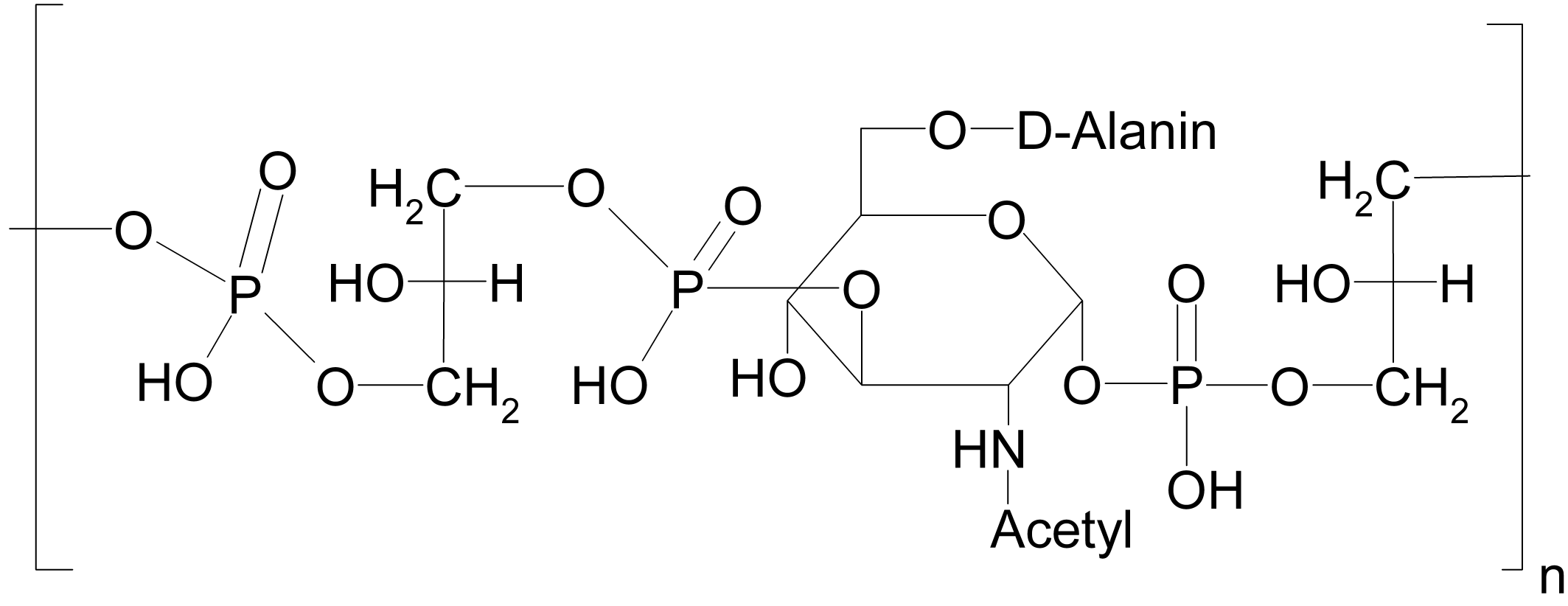
Àcids teïcoics a Clostridium.

Els àcids teïcoics són polímers de glicerol o ribitol units mediant enllaços fosfodièster. Aquests àcids es troben a la paret bacteriana de bacteris Gram-positius, com ara Staphylococci, Streptococci, Bacillus, Clostridium, Corynebacterium i Listeria, estenent-se per la superfície de la capa de peptidoglicà. Els àcids teïcoics no es presenten als bacteris gramnegatius. S'enllacen bé covalentment amb l'àcid N-acetilmuràmic de la capa de peptidoglicà i també unir-se amb els lípids presents a la membrana plasmàtica. Les unitats combinades formades per àcids teïcoics i lípids s'anomenen àcids lipoteïcoics. Els àcids teïcoics estan carregats negativament i augmenten la càrrega negativa de la paret bacteriana Gram-positiva. També poden proporcionar suport estructural a la paret cel·lular.